# Andrés Gomberoff
Andrés Simón Gomberoff Selowsky (Santiago, 1969) es un doctor en ciencias mención física, que además se desempeña como escritor y divulgador científico. En 2011 ganó el concurso de divulgación científica del Centro Nacional de Física de Partículas, Astropartículas y Nuclear de España (CPAN), y en 2015 recibió el Premio Nacional de Edición Universitaria de España mención divulgación científica, junto a José Edelstein, por su libro Antimateria, Magia y Poesía. Actualmente ejerce como investigador en el Centro de Estudios Científicos (CECs), en la ciudad de Valdivia. 

## Biografía
Estudió Licenciatura en Ciencias, Mención Física en la Universidad de Chile, donde además hizo su doctorado en Ciencias con mención Física. Luego realizó postdoctorados en el Centro de Estudios Científicos y en la Syracuse University.
Fue profesor en la Pontificia Universidad Católica de Chile y en la Universidad Nacional Andrés Bello. En esta última fue creador y primer director de la carrera de Ingeniería Física, y posteriormente, se desempeñó como Vicerrector de Investigación y Doctorado de la misma Universidad. Luego realizó investigación en el Centro de Estudios Científicos (Valdivia), en el área de física teórica de altas energías y gravitación. Sus intereses de investigación, sin embargo, son mucho más amplios. Actualmente es decano de la Facultad de Ciencias, Ingeniería y Tecnología de la Universidad Mayor.

## Divulgación científica
Como divulgador, Andrés Gomberoff ha escrito y participado en distintas publicaciones, entre los que destacan sus libros y colaboraciones con medios de prensa escrita, radio y televisión, además de plataformas digitales como YouTube. En 2017 fue conductor y cocreador de las cápsulas para televisión "Belleza Física, el aperitivo", dirigidas por Rosario Jiménez Gili, que salieron al aire en CNN Chile, el diario El Mostrador y YouTube. Gomberoff ha escrito columnas científicas para la revista Qué Pasa, el diario La Tercera y The Clinic, y durante 2018 y 2019 fue panelista del programa “Página 13" de Tele13 Radio. En 2024 crea Mundo Paralelo, newsletter de ciencia que se publica semanalmente en El Mostrador

## Obras
- 2012: Hay onda entre nosotros. ISBN 9789569015052.
- 2014: Antimateria, magia y poesía, con José Edelstein. ISBN 9788416183180.[10]
- 2015: Física y berenjenas. ISBN 9789569582110 Editorial Aguilar.[11][12]
- 2017: Einstein para perplejos: la belleza invisible del universo, con José Edelstein. ISBN 9789569545641.[13][14]
- 2020: La música del cosmos, Editorial Debate.[15][16][17][18][19]
- 2024: El Instinto Científico, Editorial Debate

## Distinciones
- 2011: Ganador del Concurso de Divulgación Científica del Centro Nacional de Física de Partículas, Astropartículas y Nuclear de España (CPAN).[3]
- 2015: Premio Nacional de Edición Universitaria de España, categoría divulgación científica, por su libro Antimateria, Magia y Poesía, junto a José Edelstein.[4]
- 2019: Premio Prismas, categoría mejor libro editado: Einstein para perplejos, junto a José Edelstein.[20]